# Zola ゾラ
『Zola ゾラ』（原題:Zola）は、2020年に公開されたアメリカ合衆国のドラマ映画である。監督はジャニクザ・ブラヴォー、主演はテイラー・ペイジとライリー・キーオが務めた。本作はアザイア・キングが2015年に投稿した一連のツイートとデヴィッド・クシュナーがそれについて取材した記事「Zola Tells All: The Real Story Behind the Greatest Stripper Saga Ever Tweeted」を原作としている。

## 概略
デトロイト。アザイア・キング（ゾラ）はフーターズのウェイトレスとして働く傍ら、夜はストリッパーとして稼いでいた。そんなある日、ゾラの店にややエキセントリックな言動をする女性（ステファニー）がやって来た。ステファニーもまたストリッパーであり、2人は一緒に踊ることで意気投合した。翌日、ゾラは「これからフロリダに行くのだけれど、貴方も一緒に来ない？あそこのクラブならあっという間に大金を稼げるから」というステファニーの誘いを受け、それに乗ることにした。2人の旅にはステファニーの謎めいたルームメイト（X）や頼りなさそうな恋人（デレク）も同行することになった。
気軽な気持ちで出発したゾラだったが、ほどなくして、自分がとんでもない計画に巻き込まれてしまったことを知る。実は、Xの正体はステファニーのポン引きであり、ゾラにも売春させて一儲けしようと企んでいたのである。ゾラはすぐに帰ろうとしたが、ステファニーの取り分が男性一人につき150ドルしかないことを知って憤慨した。「女性の大事なものがその程度の値段で売り渡されていいはずがない」と。ゾラが色々と知恵を絞った結果、ステファニーは一晩で8000ドル以上を稼ぎ出せるようになった。ところが、Xの「ビジネス」に介入したばかりに、ゾラは危険から逃れる機会を逸してしまう。

## キャスト
- アザイア・キング（ゾラ）：テイラー・ペイジ
- ステファニー：ライリー・キーオ
- デレク：ニコラス・ブラウン
- ショーン：アリエル・スタッチェル
- X：コールマン・ドミンゴ
- ディオン：ジェイソン・ミッチェル
- ハリウッド：Ts・マディソン
- ジョナサン：ナシール・ラヒム
- ベイビー：ソフィー・ホール

## 製作
2015年10月、アザイア・キングは自身の体験をTwitterに投稿した。それは148ツイートにも及ぶ長大なものであったが、あっという間にネット上で話題となり、ミッシー・エリオット、ソランジュ、エイヴァ・デュヴァーネイらエンタメ界の著名人たちにも注目された。そして、11月17日、雑誌『ローリング・ストーン』はキングをはじめとする関係者に取材した記事を掲載した。取材の結果、キングの一連のツイートにはいくつかの誇張が含まれるものの、大筋は実際にあった出来事と一致していることが確かめられた。
2016年2月4日、キングの体験談を映画化する企画が進んでおり、ジェームズ・フランコが監督に起用されたとの報道があった。製作は2018年2月にも始まる予定だったが、フランコによる過去のセクハラが告発されたため、企画自体が暗礁に乗り上げた。
2018年6月14日、フランコの代わりにジャニクザ・ブラヴォーが監督に起用されたと報じられた。10月、テイラー・ペイジ、ライリー・キーオ、ニコラス・ブラウン、コールマン・ドミンゴ、ジェイソン・ミッチェルの出演が決まった。11月、アリエル・スタッチェルがキャスト入りした。
ペイジは役作りのためにポールダンスを猛練習することになったが、その際、身元を伏せた上で実際にクラブのストリッパーとして働いたのだとという。また、劇中でペイジはキーオよりも肌を多く露出しているが、これは「ストリップの舞台の上でさえも、黒人女性は白人より努力しなければならない。より多く露出しなければならない」という差別的状況を表現したものである。

### 音楽
2019年12月17日、ミカ・レヴィが本作で使用される楽曲を手掛けるとの報道があった。2021年7月2日、本作のサウンドトラックが発売された。

## 公開・興行収入
2020年1月24日、本作はサンダンス映画祭でプレミア上映された。2021年3月31日、本作のオフィシャル・トレイラーが公開された。
本作は『The Forever Purge』や『ボス・ベイビー ファミリー・ミッション』と同じ週に封切られ、公開初週末に200万ドルから400万ドルを稼ぎ出すと予想されていたが、実際の数字はそれを下回るものとなった。2021年6月30日、本作は全米1468館で公開され、公開初週末に120万ドルを稼ぎ出し、週末興行収入ランキング初登場9位となった。

## 評価
本作は批評家から絶賛されている。映画批評集積サイトのRotten Tomatoesには204件のレビューがあり、批評家支持率は88%、平均点は10点満点で7.6点となっている。サイト側による批評家の見解の要約は「Twitterでバズッた体験談は「事実は小説よりも奇なり」と言うべきものであり、『Zola ゾラ』はその魅力を確かに掴んでいる。ジャニクザ・ブラヴォーは今後注目すべき映画監督であろう。」となっている。また、Metacriticには43件のレビューがあり、加重平均値は76/100となっている。